# David Legwand
David Legwand (* 17. August 1980 in Detroit, Michigan) ist ein ehemaliger US-amerikanischer Eishockeyspieler, der während seiner aktiven Karriere zwischen 1997 und 2016 unter anderem 1191 Spiele für die Nashville Predators, Detroit Red Wings, Ottawa Senators und Buffalo Sabres in der National Hockey League auf der Position des Centers bestritten hat. Legwand war die erste Draftwahl in der Geschichte der Nashville Predators, für die er 15 Jahre aktiv war und zahlreiche Franchise-Rekorde aufstellte.

## Karriere

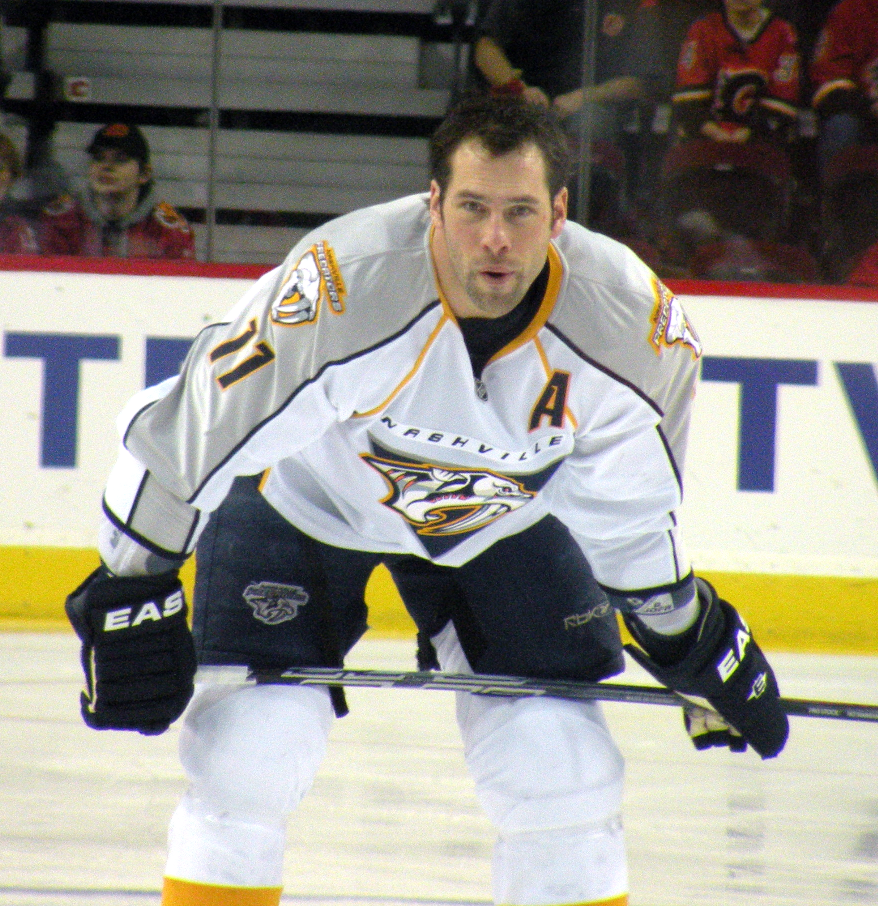
Legwand im Trikot der Nashville Predators (2009)

Legwand begann seine Karriere mit den Plymouth Whalers in der Ontario Hockey League. Er kam am Ende der Saison auf 54 Tore und 105 Punkte. Er führte die Rookie Statistik in den Kategorien Tore (54), Assists (51), Punkte (105) und Powerplay Tore (18) an. Wegen seiner herausragenden Leistungen wurde er zum Most Valuable Player und Rookie des Jahres in der OHL gewählt. Außerdem schaffte er es ins OHL First All-Star Team. Beim NHL Entry Draft 1998 wurde Legwand an 2. Stelle insgesamt von den Nashville Predators gedraftet. Damit ist er der erste Draft-Pick der Franchise-Geschichte. Er blieb noch eine Saison in Plymouth und spielte in dieser Saison auch ein Spiel in der NHL.
Ab der Saison 1999/2000 spielte er für die Predators in der NHL. Er konnte bisher die großen Erwartungen, die man in ihn gesteckt hatte, nicht erfüllen und schaffte es lange Zeit in keiner Saison, 50 Punkte zu erzielen. Während des NHL-Lockouts in der Saison 2004/05 spielte David Legwand für den Schweizer Klub EHC Basel, zu dessen Aufstieg in die höchste Spielklasse er mit vielen Scorerpunkten beitrug.
In der Saison 2005/06 spielte mit Paul Kariya erstmals ein Spieler mit einem großen Namen an seiner Seite. Jedoch konnte Legwand wegen größerer Verletzungen nur 44 Spiele in der regulären Saison absolvieren und kam am Ende auf 7 Tore und 26 Punkte. Wegen der guten Chemie mit seinen Sturmpartnern Martin Erat und Kariya, spielte David auch in der Saison 2006/07 mit ihnen in der ersten Linie. Diese Saison war auch die bis jetzt stärkste von Legwand für Nashville. Erstmals in seiner NHL-Karriere überschritt er die 20-Tore- und 60-Punkte-Marke. Weiterhin stellte er einen Franchise-Rekord auf: Kein Spieler hatte bis dato so viele Tore für Nashville geschossen wie er. Am 2. Juli 2007 wurde sein Vertrag um sechs Jahre (insgesamt 27 Millionen US-Dollar) verlängert. Aufgrund finanzieller Probleme mussten die Predators nach der Saison 2006/07 einige Schlüsselspieler ziehen lassen, wodurch auch die Qualität des Kaders abnahm. Unter den Abgängen litt auch Legwand, der starke Sturmpartner verlor, deshalb gingen seine Scorerpunkte in den beiden darauffolgenden Saisons auf 44 bzw. 42 Punkte zurück. In der Saison 2009/10 wurde Legwand in die dritte Linie zu Jordin Tootoo und Jean-Pierre Dumont versetzt. Obwohl Legwand in allen 82 Spielen der regulären Saison auf dem Eis stand, beendete er die Saison mit nur 11 Toren und 38 Scorerpunkten.
Legwand schaffte es als erster Spieler in der NHL-Geschichte, mit einem Penaltyschuss eine Overtime durch „Sudden Death“ zu beenden.
Kurz vor der Trade Deadline wurde Legwand am 5. März 2014 zu den Detroit Red Wings transferiert, die dafür Patrick Eaves, Calle Järnkrok und ein Drittrunden-Wahlrecht im NHL Entry Draft 2014 nach Nashville abgaben. Nach dem kurzen Zwischenspiel in Detroit wurde er als Free Agent am 4. Juli 2014 von den Ottawa Senators unter Vertrag genommen. Während der folgenden Saison 2014/15 absolvierte der Amerikaner sein 1000. Spiel in der NHL. Im Vorfeld des NHL Entry Draft 2015 gaben ihn die Senators samt Robin Lehner an die Buffalo Sabres ab und erhielten im Gegenzug Buffalos Erstrunden-Wahlrecht für diesen Draft. In Buffalo beendete Legwand die Saison 2015/16, erhielt jedoch keinen weiterführenden Vertrag. Im Dezember 2016 gab er das offizielle Ende seiner aktiven Karriere bekannt.

## Erfolge und Auszeichnungen
| - 1998 Teilnahme am CHL Top Prospects Game - 1998 Red Tilson Trophy - 1998 Emms Family Award - 1998 OHL First All-Star Team - 1998 OHL First All-Rookie Team | - 1998 CHL Rookie of the Year - 1998 CHL Second All-Star Team - 1998 CHL All-Rookie Team - 2002 Teilnahme am NHL YoungStars Game - 2005 Aufstieg in die Nationalliga A mit dem EHC Basel |

## Rekorde
Insgesamt
- Franchise-Rekord der Nashville Predators mit 956 Spielen
- Franchise-Rekord der Nashville Predators mit 566 Scorerpunkten
- Franchise-Rekord der Nashville Predators mit 41 Siegtoren (gemeinsam mit Filip Forsberg)

## Karrierestatistik

### International
Vertrat die USA bei:
| - U20-Junioren-Weltmeisterschaft 1998 - U20-Junioren-Weltmeisterschaft 1999 - Weltmeisterschaft 1999 | - Weltmeisterschaft 2000 - Weltmeisterschaft 2001 - Weltmeisterschaft 2005 |

(Legende zur Spielerstatistik: Sp oder GP = absolvierte Spiele; T oder G = erzielte Tore; V oder A = erzielte Assists; Pkt oder Pts = erzielte Scorerpunkte; SM oder PIM = erhaltene Strafminuten; +/− = Plus/Minus-Bilanz; PP = erzielte Überzahltore; SH = erzielte Unterzahltore; GW = erzielte Siegtore; 1 Play-downs/Relegation; Kursiv: Statistik nicht vollständig)